# Milton Santos
Milton Santos (Brotes de Macaúbas, estat de Bahia, 3 de maig de 1926 – São Paulo, 24 de juny de 2001) va ser un reconegut geògraf i advocat brasiler, nomenat doctor honoris causa per vint universitats europees i llatinoamericanes, intel·lectual de referència i estudiós dels problemes de la globalització i el Tercer Món.

## Biografia
Va néixer a la regió de Chapada Diamantina el 1926. A Salvador va cursar els estudis primaris i els universitaris a la Facultat de Dret de la Universitat Federal de Bahia, acabant-los el 1948. El 1958 es va doctorar en Geografia per la universitat francesa de la Salle, iniciant llavors una carrera docent internacional que el portà a l'Institut de Tecnologia de Massachusetts (1971), la Universitat de Toronto (1972), la Universitat Central de Veneçuela (1974), la Universitat Estatal de Campinas (1975) i la Universitat de Colúmbia (1976).
A finals dels anys 1970 va tornar al Brasil, primer com a professor convidat de la Facultat d'Arquitectura i Urbanisme de la Universitat de São Paulo (1978), després com a professor titular visitant de la Universitat Federal de Rio de Janeiro (1979), i finalment com a catedràtic de Geografia Humana a la Universidade de São Paulo, institució en la qual desenvoluparia una fecunda labor acadèmica fins al final dels seus dies.

## Pensament
Santos definí dos termes clau: horitzontalitat i verticalitat, atès que les respostes científiques les donen els humans i els grups científics i financers, però s'investiga amb la finalitat del benefici econòmic (espai vertical dels diners).
El seu pensament sobre la disciplina geogràfica i sobre els problemes socials de la segona meitat del segle XX estan recollits en una extensa producció bibliogràfica que sobresurt per la seva originalitat, rigor i vivesa. Milton Santos va escriure més de quaranta llibres, amb aportacions teòriques en el camp de la geografia humana i de l'urbanisme de gran rellevància, així com dos centenars d'articles en revistes especialitzades. La seva herència intel·lectual està compendiada en un dels seus darrers llibres, A natureza do espaço. Técnica e tempo. Razâo i emoçâo (1996).
A més, Santos va participar en diversos debats sobre els enfocaments teòrics i metodològics que s'aplicaven, en aquells moments, a l'anàlisi del procés d'urbanització d'Amèrica Llatina.

## Obra publicada
- L'espace partagé (1975),
- Por uma geografía nova (1978),
- Pobreza urbana (1978),
- El trabajo del geógrafo en el Tercer Mundo (1978),
- Espaço e sociedade (1979),
- Economía Espacial (1979),
- Pensando o espaço do homem (1982),
- Ensaios sobre a urbanizaçâo latinoamericana (1982)